# Poul Sveistrup
Poul Sveistrup (født 2. juni 1848, død 18. april 1911) var en dansk politiker og statistiker. Han var brorsøn til Hans Sveistrup.
Sveistrup blev cand.theol. 1871, cand.jur. 1875, birkedommer på Samsø 1895, herredsfoged i Fjends-Nørlyng Herred 1902, birkedommer i Kronborg Vestre Birk 1906, var folketingsmand for Viborg 1903—1909 (Venstrereformpartiet). Uden at spille en større rolle som politiker gjorde Sveistrup en offentlig indsats ved sit arbejde for kvindesagen og fredssagen. Han offentliggjorde meget indgående undersøgelser over københavnske syerskers økonomiske og sociale forhold dels i "Nationaløkonomisk Tidsskrift" (1899 og 1901) og dels som selvstændigt skrift (1894).